# Reinhold von Liewen
Reinhold von Liewen, född 11 maj 1653,  död 20 januari 1701 i Landskrona, var en svensk friherre och militär.

## Biografi
Reinhold von Liewen var son till översten friherre Bernhard Otto Liwe (kallad vita Liwen)  och Elisabet von Löwen. Han blev fänrik vid livgardet 1673, löjtnant där 1675, kapten 1676 och var kammarherre hos Karl XI 1677–1693. von Liewen blev överstelöjtnant vid Åbo läns infanteriregemente 1686, transporterades till Södermanlands regemente 1688 och var 1693–1701 överste och chef för Tyska livregementet till fot. Från 1694 var han även kommendant i Landskrona.